# Буданов, Александр Сергеевич
Алекса́ндр Серге́евич Буда́нов (27 апреля 1991, Загорск, Московская область) — российский футболист.

## Биография
В 2009 году сыграл 17 матчей за молодёжную команду «Крыльев Советов». Дебютировал в главном составе самарской команды 13 марта 2010 года в стартовом туре чемпионата России, который «Крылья Советов» дома провели против «Зенита» (0:1) полурезервным составом, вышел на поле с первых минут, играл на позиции левого полузащитника и нередко переигрывал на скорости более опытных оппонентов.
В составе студенческой сборной России участвовал во Всемирной Универсиаде 2011 года в Шэньчжэне, где россияне стали четвёртыми.
В феврале 2012 года перешёл в нижегородскую «Волгу» на правах свободного агента. Позднее выступал за ряд клубов Второго дивизиона.
1 июля 2015 года подписал контракт с ивановским «Текстильщиком». Дебютировал 16 июля в кубковой игре против тверской «Волги», он отметился забитым мячом.
В 2016 году перешёл в «Сергиев Посад».

## Достижения
- Обладатель Кубка чемпионов Содружества: 2012